# Al-Ahkām al-chamsa
Al-Ahkām al-chamsa (arabisch الأحكام الخمسة, DMG al-aḥkām al-ḫamsa ‚die fünf Beurteilungen‘) sind ein Konzept der islamischen Rechtswissenschaft (fiqh), das zur normativen Einstufung beziehungsweise Bewertung menschlicher Handlungen verwendet wird. Die fünf Kategorien zeigen den jeweiligen Grad der Verpflichtung (Taklīf) an.
Die fünf Kategorien, in die die menschlichen Handlungen eingeteilt werden, sind:
- obligatorisch (farḍ oder wāǧib),
- empfohlen (mandūb), oder auch „erwünscht“ (mustaḥabb) bzw. sunna,
- erlaubt (ḥalāl oder mubāḥ),
- verpönt (makrūh),
- verboten (ḥarām oder maḥẓūr).

Einer der ersten muslimischen Autoren, bei denen die fünf Kategorien in ihrer Gesamtheit genannt werden, ist ʿAbd al-Qāhir al-Baghdādī (980–1037). Er schreibt in seinem Buch Uṣūl ad-Dīn („Die Grundlagen der Religion“):

„Die Verpflichtung (taklīf) ist in fünf Kategorien eingeteilt: Die erste ist „verbindlich gemacht“ (mūǧab) und die zweite „verboten“ (muḥarram). Die dritte ist ein Beleg dafür, dass die besagte Sache Sunna ist, die vierte ein Beleg dafür, dass sie verpönt ist, die fünfte ein Beleg dafür, dass die besagte Sache erlaubt ist, ohne verbindlich, verboten, verpönt oder erwünscht zu sein. Das Obligatorische (al-wāǧib) ist in Wahrheit dasjenige, dessen Unterlassung Bestrafung nach sich zieht, und das Verbotene (al-ḥarām) dasjenige, dessen Begehung Bestrafung nach sich zieht.“

Ignaz Goldziher schrieb dazu: 

„Nach der Auffassung der muhammedanischen Theologen wohnt nicht Allem, was in den überlieferten Quellen des muhammedanischen Gesetzes in Form von Geboten und Verboten angeordnet, beziehungsweise untersagt ist, der gleiche Grad imperativer oder prohibitiver Kraft inne … Von diesem Gesichtspunkte aus unterscheidet die Gesetzeswissenschaft des Islam im Grossen und Ganzen fünf Kategorien“